# Paraclius abbreviatus
Paraclius abbreviatus är en tvåvingeart som beskrevs av Becker 1922. Paraclius abbreviatus ingår i släktet Paraclius och familjen styltflugor. Inga underarter finns listade i Catalogue of Life.